# سبعية
السبعية فرقة من الشيعية يؤمنون أن إسماعيل بن جعفر أخا موسى الكاظم هو الإمام السابع والأخير من آل البيت، وأن ابنه محمد المكتوم قد غاب وأنه هو الإمام المهدي المنتظر.[محل شك]
مع ذلك فأحيانا يطلق وصف السبعية على عموم الإسماعيلية بفرقها لأنهم اختلفوا مع باقي الشيعة حول الإمام السابع بعد موت الإمام السادس جعفر الصادق.
وبقي منهم الطائفة الجعفرية السبعية أو ما تسمى الجعفرية الأسماعيلية التي تعيش في جبال الساحل السورية في مدن مثل مصياف والقدموس وبعض القرى من حولهما، وعقائدهم مطابقة لأهل السنة حيث أن طريقة الصلاة مطابقة للمذهب الشافعي إلا أن الأذان مطابق للأذان الجعفري بأضافة (حي على خير العمل).